# マラガの海戦
マラガの海戦（英語：Battle of Málaga, フランス語：Bataille navale de Malaga）はスペイン継承戦争中最大の海戦。1704年8月24日にスペインのマラガ沖でフランス・スペイン連合艦隊とイングランド・オランダ連合艦隊の間で行われた。
ジブラルタルを英蘭連合軍が占領した数週間後に、フランス艦隊がトゥーロンを出航してジブラルタルへ向かっているとの情報を得た英蘭艦隊が、スペイン・マラガ沖でこれを迎撃すべく待ち受けて海戦が始まった。双方とも戦列艦を主力とした戦列を形成して戦った。砲門、人員、隻数総ての面において英蘭艦隊が優位であったが、戦闘による被害は英蘭艦隊のほうが大きかった。しかしながら、フランス艦隊は英蘭艦隊に壊滅な打撃を与えることができず、ジブラルタル上陸が果たせなかったため、英蘭は戦略目標を達成することができた。
後にスペインで提督となるブラス・デ・レソは、この戦いで片足を失っている。